# Bayadera kirbyi
Bayadera kirbyi – gatunek ważki z rodziny Euphaeidae. Występuje na chińskiej wyspie Hajnan.
Przedstawiciela tego gatunku opisał w 1900 roku William Forsell Kirby jako Bayadera sp. Okaz był jednak zbyt mocno uszkodzony, by na jego podstawie formalnie opisać nowy gatunek. Dopiero w 2001 roku Keith D.P. Wilson i G.T. Reels opisali ten gatunek w oparciu o okazy typowe – holotyp (samiec) i 3 paratypy (także samce) – odłowione w czerwcu 1999 roku w Wuzhishan. Autorzy nazwali gatunek na cześć Kirby’ego.